# Macoma crassula
Macoma crassula är en musselart som först beskrevs av Gérard Paul Deshayes 1855.  Macoma crassula ingår i släktet Macoma och familjen Tellinidae. Inga underarter finns listade i Catalogue of Life.